# Eisenhoffer József
Eisenhoffer József (Aczél) (Budapest, 1900. november 8. – Budapest, 1945. február 13.) válogatott labdarúgó, csatár, majd edző. Profi labdarúgóként játszott Csehszlovákiában, Ausztriában, Franciaországban és az Egyesült Államokban. Hat idényen át az Olympique Marseille vezetőedzője volt. A magyar válogatottban nyolc alkalommal szerepelt. Tagja volt az 1924. évi párizsi nyári olimpián részt vevő csapatnak. 1944-ben a Buda elleni légitámadások során megsebesült, ami végül halálához vezetett.

## Pályafutása

### Klubcsapatban
1912-ben a Budapesti TC csapatában kezdte a labdarúgást. 1917-ben a Kispesti AC csapatához igazolt, ahol öt idényen át játszott és egy bajnoki ezüstérmet szerzett a csapattal 1920-ban. 1922-ben a Ferencvároshoz szerződött, de az első idényben kölcsön játékosként a csehszlovák Makkabi Brünn csapatában szerepelt, mint profi játékos. Az 1923–24-es idényben, a Fradiban játszott és ezüstérmes lett a csapattal. Az FTC-ben összesen 29 mérkőzésen szerepelt (19 bajnoki, 10 nemzetközi) és 25 gólt szerzett (8 bajnoki, 17 egyéb).
1924-ben Bécsbe a prominens zsidó csapathoz, a Hakoah Wienhez szerződött. 1926-ban az Amerikai Egyesült Államokban túrnézott a csapattal. Több játékostársával úgy döntött, hogy a kedvezőbb fizetés és a zsidókkal szembeni nagyobb tolerancia miatt az USA-ban marad. 1926 júniusában az ASL-ben (American Soccer League) szereplő Brooklyn Wanderers csapatához szerződött. Öt teljes idényen át szerepelt az ASL-ben kivéve öt fordulót 1929-ben. 1928-ban az ASL és az Amerikai Labdarúgó-szövetség (USFA – United States Soccer Federation) között elkezdődött a harc a labdarúgó bajnokság felügyeletéért. A konfliktus odáig vezetett, míg az USFA az ASL-t törvényen kívüli bajnokságnak nevezte. Eisenhoffer már 8 mérkőzésen szerepelt az 1928–29-es idényben a Brooklyn Wanderersben, mikor a konfliktus miatt átlépett a New York Hakoah csapatához, amely a Keleti Professzionális Labdarúgó-ligában (Eastern Professional Soccer League) szerepelt. A csapattal 1929-ben megnyerte a National Challenge Cup-ot. A döntő első mérkőzésen gólt is szerzett. Miután az ASL és az USFA megegyezett, a New York Hakoah az ASL-ben indult. Így Eisenhoffer szemben találta magát volt klubjával, ahonnan szerződése ellenére elment. A Wanderers tulajdonosa jogi úton követelte, hogy szüntesse meg jelenlegi szerződését. Eközben Eisenhoffer már öt mérkőzésen a Hakoah színeiben szerepelt az ASL-ben, mikor 1929. decemberében a Wanderers pert nyert vele szemben, mely szerint 500 dollár büntetést kellett fizetnie és visszatérhetett a Wanderers-hez.
1931-ben végleg megszűnt az ASL és Eisenhoffer visszatért Európába és ismét a bécsi Hakoah csapatához szerződött, ahol 1933-ig játszott. Ezt követően az Olympique Marseille együtteséhez szerződött. 1934-ben, 1935-ben, majd 1940-ben is a francia kupa döntőjéig jutott a csapattal. Az első döntőt elvesztették, de a következő évben sikerült a kupagyőzelem. 1935-ben a csapat vezetőedzője lett, miközben még játékosként is szerepet vállalt. 1936-37-ben bajnoki címig vezette a csapatot. 1938-ban egy rövid ideig a RC Lens edzője lett, de hamarosan visszatért az Olympique-hoz, ahol 1941-ben fejezte pályafutását játékosként és edzőként egyaránt.

### A válogatottban
1920 és 1924 között 8 alkalommal szerepelt a válogatottban és 7 gólt szerzett. Tagja volt az 1924-es párizsi olimpián részt vevő csapatnak.

## Sikerei, díjai

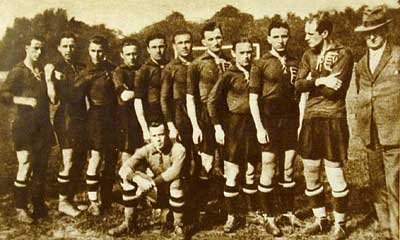
Fogl Károly, Opata Zoltán, Hirzer Ferenc, Jeny Rudolf, Eisenhoffer József, Guttmann Béla, Mándi Gyula, Obitz Gábor, Braun József, Orth György, Kiss Gyula

### Játékosként
- Magyar bajnokság
  - 2.: 1919–20, 1923–24
- Francia kupa
  - győztes: 1935
  - döntős: 1934, 1940

### Edzőként
- Francia bajnokság
  - bajnok: 1936–37
- Francia kupa
  - győztes: 1938
  - döntős: 1940

## Statisztika

### Mérkőzései a válogatottban
| Magyarország | Magyarország      | Magyarország                    | Magyarország  | Magyarország | Magyarország  | Magyarország          | Magyarország | Magyarország |
| #            | Dátum             | Helyszín                        | Hazai         | Eredmény     | Vendég        | Kiírás                | Gólok        | Esemény      |
| ------------ | ----------------- | ------------------------------- | ------------- | ------------ | ------------- | --------------------- | ------------ | ------------ |
| 1.           | 1920. október 24. | Berlin, Deutsches Stadion       | Németország   | 1 – 0        | Magyarország  | barátságos            | -            |              |
| 2.           | 1923. október 28. | Budapest, Üllői úti pálya       | Magyarország  | 2 – 1        | Svédország    | barátságos            | 2            | 11' 36'      |
| 3.           | 1924. április 6.  | Budapest, Hungária körúti pálya | Magyarország  | 7 – 1        | Olaszország   | barátságos            | -            | 49'          |
| 4.           | 1924. május 4.    | Budapest, Hungária körúti pálya | Magyarország  | 2 – 2        | Ausztria      | barátságos            | 2            | 4' 64'       |
| 5.           | 1924. május 18.   | Zürich, Sportplatz Förrlibuck   | Svájc         | 4 – 2        | Magyarország  | barátságos            | -            | 42'          |
| 6.           | 1924. május 26.   | Párizs, Bergeyre-pálya (FRA)    | Magyarország  | 5 – 0        | Lengyelország | olimpia, első forduló | 1            | 15'          |
| 7.           | 1924. május 29.   | Párizs, Stade-Paris pálya (FRA) | Egyiptom      | 3 – 0        | Magyarország  | olimpiai nyolcaddöntő | -            |              |
| 8.           | 1924. június 4.   | Le Havre                        | Franciaország | 0 – 1        | Magyarország  | barátságos            | 1            | 25'          |
|              | Összesen          |                                 |               | 8            | mérkőzés      |                       | 7            | gól          |